# Мартиново (Горожанская волость)
Мартиново — деревня в Новосокольническом районе Псковской области России. Входит в состав  Насвинской волости.

## География
Расположена в 41 км к северу от города Новосокольники и в 2 км к юго-востоку от бывшего волостного центра, деревни Горожане.

## Население
| 2001 | 2002 | 2010 |
| ---- | ---- | ---- |
| 37   | →37  | ↘19  |

Численность населения деревни по оценке на начало 2001 года составляла 37 человек.

## История
С января 1995 до апреля 2015 года деревня входила  в состав ныне упразднённой Горожанской волости.